# Serra de João do Vale
A Serra de João do Vale está situada entre os estados do Rio Grande do Norte e da Paraíba. Trata-se de um maciço serrano localizado entre entre os municípios de Triunfo Potiguar, Jucurutu, Campo Grande e Belém do Brejo do Cruz na Paraíba. Consiste num complexo serrano que compreende uma área de cerca de 280km², inserida no bioma Caatinga.
A serra de João do Vale é um dos mais importantes ambientes serranos do Rio Grande do Norte, pois esta serra apresenta em sua paisagem uma diversidade de ecossistemas (com formações vegetais florestais e fauna), além de seu relevo acidentado (muitas encostas e escarpas) com um topo plano (onde ficam as “chãs”). 
As comunidades rurais existentes na serra são: chã Velha, chã da Caponga, chã do Cajueiro, chã dos Félix e chã das Cacimbas. A economia é baseada em agricultura de subsistência e criação de bovinos. Desenvolvem-se também culturas agrícolas permanentes, como a do caju, em cuja safra a castanha é comercializada nas cidades vizinhas, além de um crescente desenvolvimento do turismo de aventura.

## História
A atual Serra do João do era conhecida pelos índios potiguaras como Pepetama e, pelos índios tapuias (Janduís) como Pookiciabo. Os colonos portuguese, por sua vez, a denominaram de Serra Cepilhada (devido ao seu cume plano) e posteriormente de serra de João do Vale (seu atual nome).
"Primitivamente, os índios de Caracará chamavam-na de Pookiciabo. Os da nação Pega, de Pepetama; Na colonização dos portugueses, devido a horizontalidade do seu platô, de serra Cepilhada. Devido ao massacre e a transferência dos remanescentes dos Pegas de seu habitat, a serra Cepilhada passou a regime devoluto e, posta a leilão, foi arrematada pelo Capitão-Mor João do Vale Bezerra, em toda a sua extensão, pela quantia de 420$000 (quatrocentos e vinte contos de réis), a 19 de Novembro de 1761, recebendo, desde então, o nome de seu donatário – João do Vale, em sua quarta denominação. Antes dessa arrematação, o Capitão já havia requerido e recebido o benefício de uma data e sesmaria, nº 380, naquela serra, concedida em pela Capitania do Rio Grande em 1750".
João do Vale Bezerra afirmava ter descoberto vestígios de edificações neelandesas (supostamente contruídas durante o domínio holandês do Nordeste do Brasil).
“― hum posso de agoa ao pê de huma gr. De. dentro de hum reacho que desagoa no rio das Piranhas cujo posso se chama agoa fria, e pelo mesmo nome do gentio tapuyo se chama Cucuraí aonde se achão alguns vestígios De. ge. foi cituação do mesmo gentio, ou do flamengo no tempo qe. Senhoriavão esta cap.nia.”.
Segundo pesquisas, não há evidências arqueológicas em superfície da existência da construção neerlandesa citada por João do Vale Bezerra.
Um capítulo notório na história da serra de João do Vale foi o movimento messiânico (pouco conhecido) que se deu naquela serra e imediações no ano de 1898 (movimento que ficara conhecido como “Os fanáticos da serra de João do Vale”). Tratou-se de um movimento messiânico liderado por Joaquim Ramalho do Nascimento, que seria uma das lideranças do movimento. Joaquim Ramalho teria nascido em 1862, filho de Manuel Ramalho do Nascimento e de dona Isabel Maria da Conceição.
O movimento causou incomodo nas lideranças católicas e políticas da época. Joaquim Ramalho foi preso, e após solto, não retornou mais ao movimento, o qual teve aí o seu fim. 

## Geografia
O ambiente serrano tem aproximadamente 747 metros de altitude, tornando-se a 4° serra mais alta do Estado do Rio Grande do Norte (atrás apena da serra do Coqueiro, serra de Martins e serra de Sant’ana). Além disso, sua cota altimétrica de base, ou seja, a altitude do “pé da serra”, inicia-se, em média, com 142 metros de altitude.

### Geologia
As rochas da serra de João da Vale são constituídas, de forma simplificada, por rochas ígneas, metamórficas e sedimentares. As rochas ígneas são representadas pelas suítes intrusivas Itaporanga e Dona Inês, com idades entre 590-570 milhões de anos, que são a maior parte das rochas da serra (as encostas, escarpas e grotas são feitas basicamente de rochas ígneas).
Já as rochas metamórficas são representadas por gnaisses e metacalcários da Formação Jucurutu, com idades de 634 milhões de anos, e as rochas sedimentares são referentes a Formação Serra do Martins, que se caracteriza por arenitos médios a conglomeráticos, apresentando capacidade de absorção de água e facilitando a formação de solos. O platô (área plana onde ficam as chãs) está em cima dessas rochas sedimentares, ou seja, estas rochas proporcionam o relevo plano do platô.

### Relevo

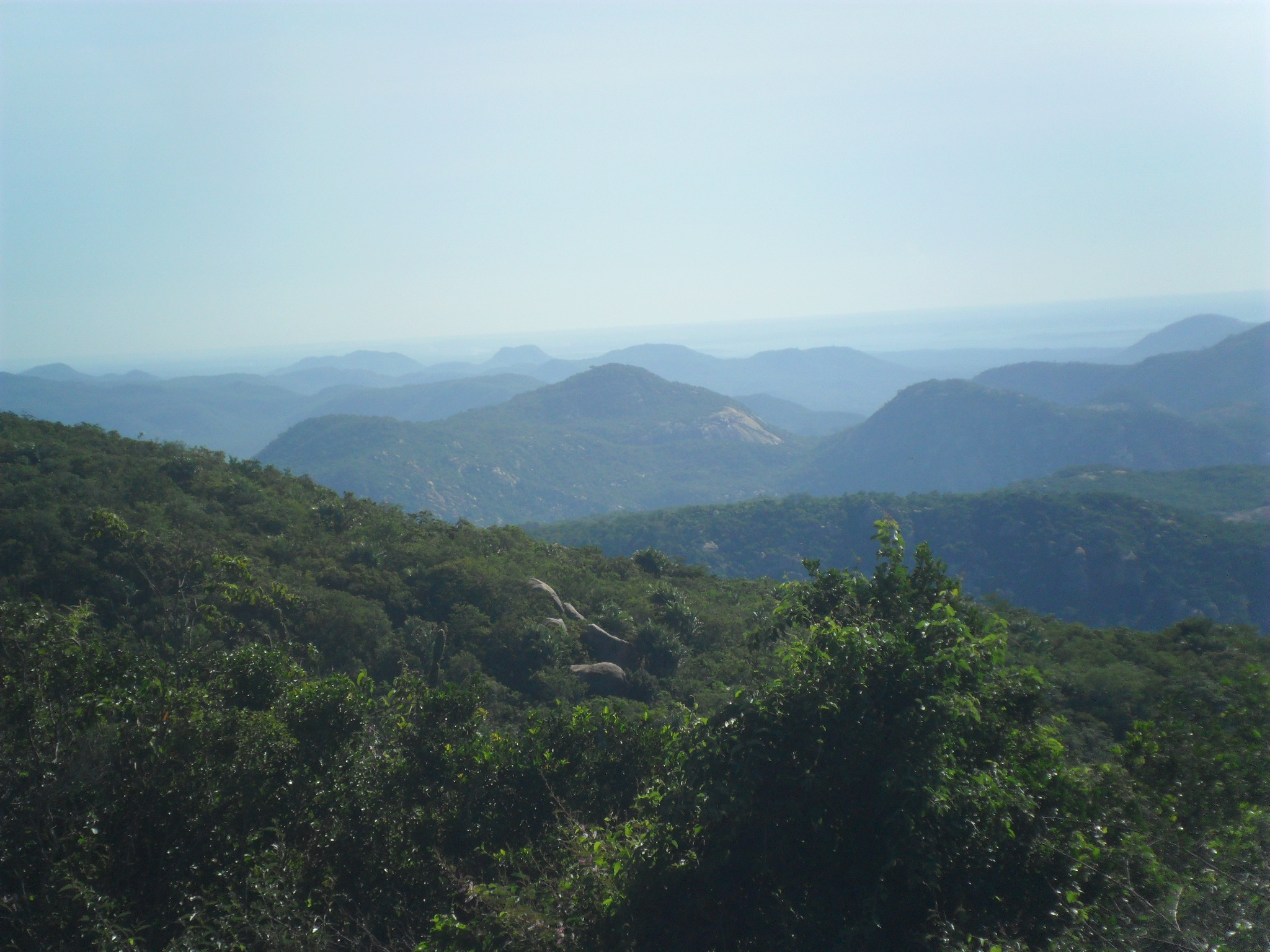
Encostas da serra de João do Vale (encostas voltadas para o município de Jucurutu-RN). Nesta imagem é possível ter noção do relevo escarpado da serra. É possível também perceber o potencial para o turismo (que já se desenvolve de forma incipiente).

O relevo da serra é marcado por ser acidentado (muitas encostas declivosas, escarpas íngremes e topos altos) e por ter um platô em seu cume, isto é, uma morfologia semelhante a uma chapada, plana, onde se localizam as comunidades rurais (as “chãs”). Nas encostas e escarpas, a declividade pode atingir até 75,72°, enquanto que nas áreas mais planas, como as chãs e grotas (áreas depressivas em cima de serras ou montanhas) a declividade varia de 0 a 7,72°.

### Clima e Hidrografia
O clima da serra de João do Vale, segundo a classificação de Köppen, é do tipo quente e seco, contando com uma estação chuvosa no verão e outono (de janeiro a abril) e estiagem anual, sendo que a estação seca dura cerca de 7 a 8 meses. A serra sofre influência da Zona de Convergência Intertropical – ZCIT, a qual é o principal gerador de chuvas na região Nordeste. 
A hidrografia da serra é basicamente constituída por drenagens de primeira ordem (riachos oriundos das cabeceiras de drenagens – topos encostas da serra – e de nascentes), que direcionam as águas para as bacias hidrográficas do rio Piancó-Piranhas-Açu (riachos que seguem para a Paraíba e para Jucurutu-RN) e do rio Apodi- Mossoró (riachos que seguem para Triunfo Potiguar e Campo Grande). Em outras palavras, esta serra é um grande divisor de águas entre duas das mais importantes bacias hidrográficas do Rio Grande do Norte.

### Cobertura vegetal

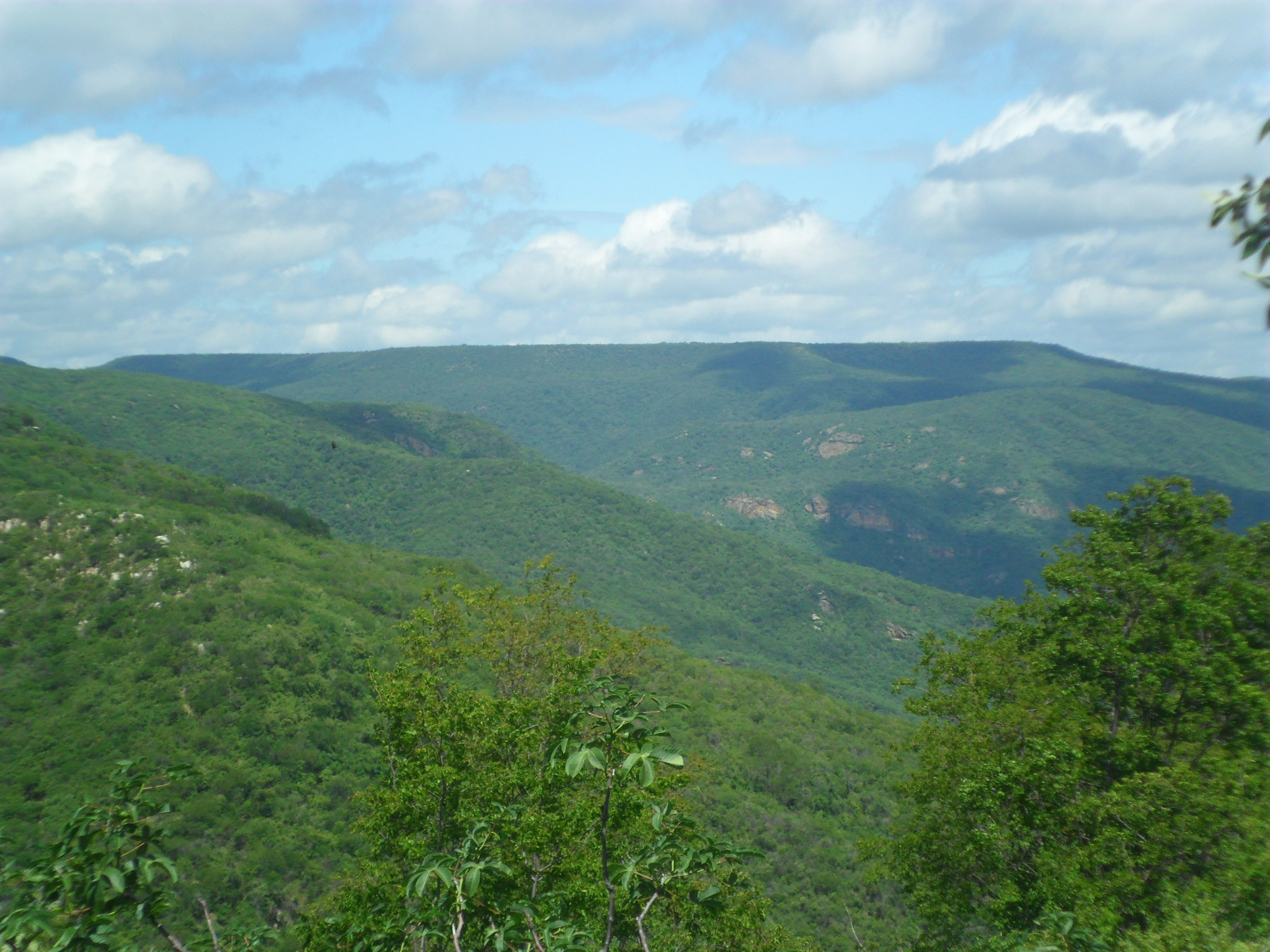
Cobertura vegetal de Caatinga nas enconstas da serra de João do Vale. Existem formações florestais no topo plano da serra.

A serra de João do Vale está inserida no bioma Caatinga, dessa forma, sua cobertura vegetal é composta principalmente por espécies da Caatinga. No entanto, há nesta serra a presença de fragmentos florestais que estão em locais específicos da serra (encostas e escarpas mais altas, além dos platôs), onde ocorrem espécies vegetais de outros biomas (Amazônia e Mata Atlântica). 
A serra de João do Vale apresenta características ambientais (altitude, tipos de rochas, solos, umidade, temperatura e vegetação) que permitem a ocorrência de diferentes espécies que não são encontradas (ou de difícil ocorrência) nas terras baixas da depressão sertaneja em sua volta. Há nesta serra fragmentos florestais onde são encontradas espécies que também ocorrem em outros biomas, como a Mata Atlântica e Amazônia. São encontrados também em João do Vale espécies da Caatinga em seu estrato arbóreo (não em arbustos, como é comumente visto no sertão nordestino. Estas condições ambientais explicam o porquê de a serra de João do Vale ser considerado um “jardim suspenso” em meio ao sertão nordestino.

#### Caatinga arbustiva
Assim como ocorre na depressão sertaneja, a “Caatinga arbustiva” tem sua fisionomia induzida pelas pressões dos usos de seu componente lenhoso, ou sua completa retirada para demais fins, o que acarreta uma sucessão ecológica secundária, gerando uma fisionomia arbustiva e geralmente densa. Sua fisionomia é predominantemente arbustiva, com indivíduos atingindo até 6 metros, e o estrato herbáceo é bem definido e há a ocorrência de lianas (cipós), contribuindo para a densidade vegetal desta classe.

#### Caatinga arbórea
Já a “Caatinga arbórea” tem seu padrão de distribuição semelhante à da classe “Caatinga arbustiva”, diferindo apenas na declividade das encostas (ocorrem em encostas mais declivosa e de difícil acesso) e em cristas, escarpas e em colúvios, também de difícil acesso. Ocorrem em cotas altimétricas abaixo dos 600 metros e dificilmente chegam a ter contato com depressão sertaneja, pois logo é sucedida pela Caatinga de porte arbustivo. A cobertura vegetal de Caatinga arbórea da serra de João do Vale tem porte de 6 à 10 metros, e assim como a Caatinga arbustiva, há nela a ocorrência de lianas.
As espécies de Caatinga mais encontradas na serra de João do Vale são: Manihot glaziovii Müll. Arg.; (Família Euphorbiaceae) Myracrodruon urundeuva Allemão; (Família Anacardiaceae) Croton sonderianus Müll. Arg. (Família Euphorbiaceae), a Anadenanthera colubrina (Vell.) Brenan (Família Fabaceae), Bauhinia cheilantha (Bong.) Steud. (Família Fabaceae) e a Bauhinia forficata Link (Família Fabaceae).

#### Fragmentos florestais

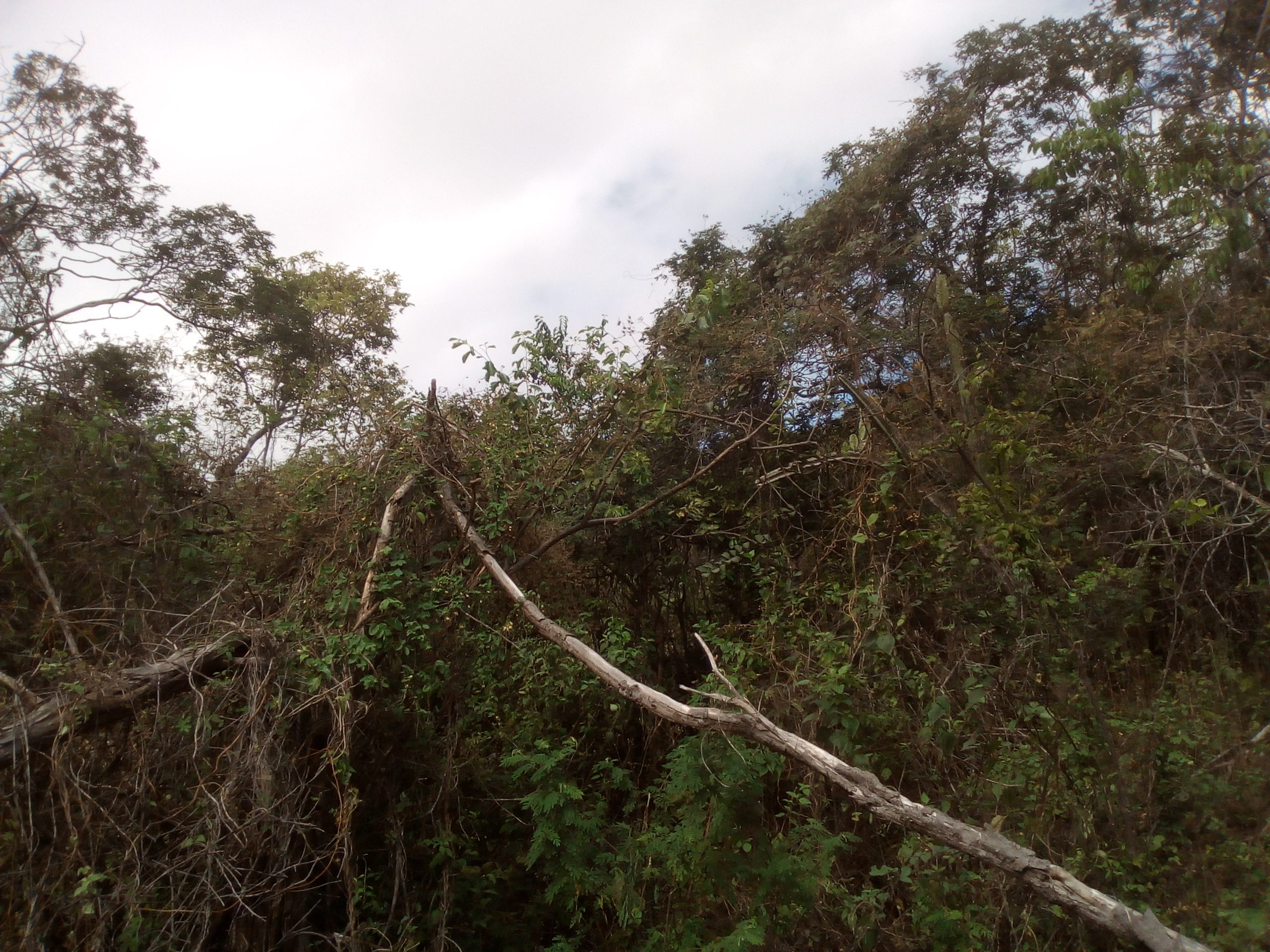
Fisionomia florestal na serra de João do Vale. Os maiores fragmentos florestais estão nas escarpas mais íngremes e na chã do Cipó, chã do Estreito e chã do Cará. Infelizmente estes fragmentos estão sob o possível risco de serem desflorestados pela especulação de terras e possivelmente pela implatanção futura de parques eólicos.

Os fragmentos florestais se constituem como a mais notórias das fisionomias vegetais ocorrente na serra João do Vale. Seu padrão de distribuição é mercado por sua ocorrência em platôs e nas escarpas e encostas acima dos 600 metros, podendo ocorrer abaixo dessa cota por meio de riachos. Está presente de forma marcante nas escarpas e encostas a barlavento, nas direções L-NE, e também nos platôs, onde desenvolvem maiores portes, com vegetais chegando a atingir 15 metros. Há nos fragmentos mais conservados a presença de lianas, um sub-bosque herbáceo bem definido e dossel rarefeito, podendo ser denso na estação chuvosa.
Além das espécies de Caatinga que ocorrem nestes fragmentos, é registrada a ocorrência de espécies vegetais que ocorrem em outros biomas (Amazônia e Floresta Atlântica), por exemplo: Syagrus cearensis Noblick. (Família Arecaceae) e Copaifera duckei Dwyer (Família Fabaceae).

#### Fauna
A fauna da serra se assemelha ao que é encontrado na depressão sertaneja, havendo mamíferos, répteis e aves que ocorrem em suas encostas, riachos, platôs e escarpa.